# Ambloplites constellatus
Ambloplites constellatus és una espècie de peix pertanyent a la família dels centràrquids.

## Descripció
- Pot arribar a fer 27,9 cm de llargària màxima (normalment, en fa 13,3) i 450 g de pes.[2][3][4]

## Hàbitat
És un peix d'aigua dolça, demersal i de clima temperat (37°N-31°N).

## Distribució geogràfica
Es troba a Nord-amèrica: conca del riu White (Arkansas) a Missouri i Arkansas (els Estats Units).

## Observacions
És inofensiu per als humans.